# Welcon
Welcon Group A/S er en dansk producent af stålkonstruktioner til vindmølleindustrien. Med hovedkvarter og produktion i Give fremstiller de vindmølletårne og vindmøllefundamenter. De har plads til produktion af stålkonstruktioner på op til 70 meters længde. Stålpladerne klargøres, rulles, svejses, overfladebehandles og samles. Welcon har over 100.000 m2 overdækket produktionsareal og i alt 180.000 m2. Der er ca. 800 ansatte i Welcon, som omsætter for 1,290 mia. kroner (2024). Welcon blev etableret i 1975 og er ejet af Carsten Risvig Pedersen og Jens Risvig Pedersen.